# Masatoshi Nagase
Pour les articles homonymes, voir Nagase.
Masatoshi Nagase (永瀬 正敏, Nagase Masatoshi), né le 15 juillet 1966 à Miyakonojō, est un acteur japonais.
Il a aussi collaboré en tant que chanteur avec le groupe punk rock MACH 1.67

## Filmographie
- 1983 : P. P. Rider (ションベン・ライダー, Shonben raidā?) de Shinji Sōmai : Jojo
- 1983 : Miyuki
- 1989 : Mystery Train de Jim Jarmusch
- 1990 : Bakayarou! 3: Henna yatsura
- 1991 : Mo no shigoto (喪の仕事?) de Takumi Kimizuka
- 1991 : Musuko (息子?) de Yōji Yamada
- 1991 : I Love Japan (アイ・ラブ・ニッポン, Ai rabu Nippon?) de Daisuke Tengan
- 1992 : Qiu yue de Clara Law
- 1992 : C'est dur d'être un homme : C'est dur d'être Tora-san (男はつらいよ 寅次郎の青春, Otoko wa tsurai yo: Torajirō no seishun?) de Yōji Yamada : Ryūsuke
- 1992 : Original Sin
- 1994 : The Most Terrible Time in My Life : Maiku Hama
- 1994 : Outobai shoujo
- 1994 : Stairway to the Distant Past
- 1995 : Cold Fever
- 1995 : Flirt
- 1995 : Berlin : Tetsuo
- 1996 : Gakko II (A Class to Remember 2) de Yōji Yamada
- 1996 : Niji o tsukamu otoko
- 1996 : Wana
- 1996 : Ullie
- 1997 : Abduction
- 1998 : Beautiful Sunday
- 1998 : Three Businessmen
- 2000 : Gojoe senki
- 2000 : Party 7 de Katsuhito Ishii : Shunichiro Miki
- 2000 : A Closing Day
- 2001 : Electric Dragon 80.000 V
- 2001 : Chloé (クロエ, Kuroe?) de Gō Rijū (ja) : Kotaro
- 2001 : Luxurious Bone
- 2001 : Pistol Opera
- 2001 : Stereo Future
- 2002 : Suicide Club
- 2002 : La mer regarde (海は見ていた, Umi wa miteita?) de Kei Kumai : Ryosuke
- 2004 : Rabudo gan (The Loved Gun)
- 2004 : La Servante et le Samouraï (隠し剣 鬼の爪, Kakushi ken oni no tsume?) de Yōji Yamada
- 2005 : Gina K
- 2005 : Ubume no natsu
- 2006 : Sakuran : Mitsunobu
- 2007 : Funuke Show Some Love, You Losers ! : Shinji Wago
- 2011 : Smuggler : Joe
- 2015 : Les Délices de Tokyo (あん, An?) de Naomi Kawase : Sentaro
- 2016 : Paterson de Jim Jarmusch
- 2017 : Vers la lumière (光, Hikari?) de Naomi Kawase : Masaya Nakamori
- 2019 : Aru sendō no hanashi (ある船頭の話?) de Joe Odagiri
- 2020 : Fancy (ファンシー) de Masaoki Hirota
- 2020 : Hoshi no ko (星の子) de Tatsushi Omori
- 2020 : Sakura (さくら) de Hitoshi Yazaki
- 2021 : Rendez-vous à Tokyo (ちょっと思い出しただけ, Chotto omoidashita dake?) de Daigo Matsui (ja) : Jun
- 2022 : N'oublie pas les fleurs (百花, Hyakka?) de Genki Kawamura : Yohei Asaba
- 2023 : Last Shadow at First Light de Nicole Midori Woodford : Isamu

## Distinctions

### Récompenses
- 1991 : Hōchi Film Awards du meilleur acteur pour Musuko, Mo no shigoto et Ai rabu Nippon[1],[2]
- 1991 : Nikkan Sports Film Award du meilleur acteur dans un second rôle pour Musuko[3]
- 1992 : prix du meilleur acteur dans un second rôle et meilleur espoir pour Musuko et Mo no shigoto aux Japan Academy Prize[4]
- 1992 : Blue Ribbon Award du meilleur acteur dans un second rôle pour Musuko[5]
- 1992 : prix Kinema Junpō du meilleur acteur dans un second rôle pour Musuko[6]
- 1992 : prix Mainichi du meilleur acteur pour Musuko, Mo no shigoto et Ai rabu Nippon[7]